# 杉山武雄
杉山武雄（日语：／ Sugiyama Takeo，1933年5月8日—），神奈川县出身，日本前男子篮球运动员。他曾代表日本参加1956年夏季奥运会和1960年夏季奥运会男子篮球比赛。